# Jean Marie Prida Inthirath

Wappen von Jean Marie Prida Inthirath

Jean Marie Prida Inthirath (* 19. Februar 1957 in Muang Phine, Provinz Savannakhet) ist ein laotischer Priester und Apostolischer Vikar von Savannakhet.

## Leben
Jean Marie Prida Inthirath empfing am 20. April 1986 die Priesterweihe. Papst Benedikt XVI. ernannte ihn am 9. Januar 2010 zum Apostolischen Vikar von Savannakhet und Titularbischof von Lemfocta.
Die Bischofsweihe spendete ihm der Apostolische Vikar von Paksé, Louis-Marie Ling Mangkhanekhoun, am 10. April desselben Jahres; Mitkonsekratoren waren Jean Khamsé Vithavong OMI, Apostolischer Vikar von Vientiane, und Salvatore Pennacchio, Apostolischer Delegat für Laos.